# Migoto Kulturális Egyesület
A Migoto Kulturális Egyesület egy nonprofit szervezet, melynek kiemelt célja, hogy a fiatalság számára megteremtse a kulturált szórakozás lehetőségét. Ezért helyi klubokat teremt, hogy ebben minél hatékonyabb lehessen. A japán kultúra népszerűsítése a másik legfőbb célkitűzésük, ezt leginkább saját rendezvények szervezésével vagy rendezvényeken való közreműködéssel tudják elérni (ld a MondoCon konzolcsarnokának szervezése). A két cél segíti egymást, hiszen klubjaik tagjai örömmel csatlakoznak a szervezéshez. Törekszenek arra, hogy minél jobb minőségű rendezvények fűződjenek a nevükhöz, az eszközparkjuk folyamatos bővítése is ezen igyekezetük elérésére irányul.

## Története
Az egyesület 2010-ben alakult, tagjai kezdetben kisebb-nagyobb miskolci és budapesti rendezvényeken tevékenykedtek. Helyi klubjai közül elsőként a Miskolci Nihon Klub alakult meg, majd ezt követve a Felsőtelekesi, a Maglódi, majd pedig a Székesfehérvári Nihon Klub. 2011-ben útjára indult a tavaszi FARM (Farsang Miskolcon), a nyári NatsuMeet (legelőször Natsumi néven) és az őszi MilloWeen (Halloween Miskolcon) miskolci rendezvénysorozat, ezen felül az egyesület bekapcsolódott a MondoCon konzolcsarnokának szervezésébe is.

## Klubjai
- Felsőtelekesi Nihon Klub
- Maglódi Nihon Klub
- Miskolci Nihon Klub
- Székesfehérvári Nihon Klub

## Saját rendezvények
- FARM (2011, 2012, 2013)
- NatsuMeet (2011, 2012, 2013)
- Sárbogárdi Minicon (2011)
- MilloWeen (2011, 2012, 2013)

## Közreműködés más rendezvényeken
- MondoCon
- OSzAKE
- Anivár

## Külső hivatkozások
- Migoto Kulturális Egyesület
- Migoto Kulturális Egyesület (Facebook)
- Miskolci Nihon Klub
- Székesfehérvári Nihon Klub
- MondoCon
- OSzAKE
- Anivár Archiválva 2013. január 19-i dátummal a Wayback Machine-ben